# مت ریوز
مت ریوز (انگلیسی: Matt Reeves؛ زادهٔ ۲۷ آوریل ۱۹۶۶) کارگردان، تهیه‌کننده و فیلم‌نامه‌نویس آمریکایی است. او ابتدا برای سریال درام نیک‌بختی (۱۹۹۸–۲۰۰۲) از شبکهٔ دبلیو بی که با همکاری جی. جی. آبرامز ساخته شد، شهرت یافت. ریوز با کارگردانی فیلم هیولایی موفق کلاورفیلد (۲۰۰۸)، کارگردانی بازسازی فیلم رمانتیک ترسناک بگذار وارد شوم (۲۰۱۰) و دنباله‌های علمی تخیلی تحسین شده طلوع سیاره میمون‌ها (۲۰۱۴) و جنگ برای. سیاره میمون‌ها (۲۰۱۷) شناخته شد. او فیلم ابرقهرمانی بتمن (۲۰۲۲) را کارگردانی کرد که رابرت پتینسون نقش شخصیت اصلی آن را ایفا کرده‌است.

## زندگی و حرفه
مت ریوز ۲۷ آوریل ۱۹۶۶، در روکویل سنتر، نیویورک، واقع در لانگ آیلند به دنیا آمد. او در پنج سالگی به همراه خانواده‌اش به لس آنجلس نقل مکان کرد و آن‌جا در هشت سالگی شروع به ساخت فیلم کرد. ریوز با فیلم‌ساز جی. جی. آبرامز زمانی که هر دو ۱۳ ساله بودند ملاقات کرد و هنگامی که ریوز و آبرامز ۱۵ یا ۱۶ ساله بودند، استیون اسپیلبرگ آن‌ها را استخدام کرد تا برخی از فیلم‌های سوپر ۸ خود را به نوار ویدیویی منتقل کنند.
ریوز در دانشگاه کالیفرنیای جنوبی تحصیل کرد و در آنجا دانشجوی فیلمنامه‌نویسی برای نویسنده جف لوب بود. در آنجا، بین سال‌های ۱۹۹۱ و ۱۹۹۲، او یک فیلم دانشجویی ساخت و به او کمک کرد تا یک نماینده قانونی به دست آورد. او همچنین فیلمنامه‌ای را نوشت که در نهایت به تحت محاصره ۲: قلمرو تاریکی تبدیل شد. او پس از فارغ‌التحصیلی در نویسندگی کلاورفیلد که بعدها کارگردانی کرد، همکاری کرد. ریوز اولین تجربهٔ کارگردانی فیلم را با فیلم آنتولوژی ترسناک فیوچر شوک تجربه کرد که در سال ۱۹۹۴ اکران شد. او همچنین فیلم کمدی رمانتیک نعش‌کش (۱۹۹۶) را کارگردانی کرد که گوئینت پالترو و دیوید شویمر در آن بازی کردند. این فیلم در بخش نوعی نگاه در جشنواره کن ۱۹۹۶ به نمایش درآمد.
ریوز در کنار جی جی آبرامز برای ساخت و اجرای سریال درام نیک‌بختی از شبکهٔ دبلیو بی مورد تقدیر قرار گرفت. این سریال در ۸۴ قسمت از سال ۱۹۹۸ تا ۲۰۰۲ پخش شد. ریوز چندین اپیزود از سریال از جمله قسمت آزمایشی را کارگردانی کرد. او قسمت‌هایی از مجموعه‌های تلویزیونی مختلف دیگر، از جمله نسبیت، قتل: زندگی در خیابان، و گذر گیدئون را بر عهده داشت.
ریوز با کارگردانی فیلم علمی تخیلی کلاورفیلد در سال ۲۰۰۸ که آبرامز تهیه‌کننده آن بود، موفقیت بیشتری کسب کرد و در سراسر جهان به رسمیت شناخته شد. ریوز بعداً به عنوان تهیه‌کننده اجرایی در شماره ۱۰ خیابان کلاورفیلد (۲۰۱۶) و پارادوکس کلاورفیلد (۲۰۱۸) فعالیت کرد. او فیلم ترسناک عاشقانه بگذار وارد شوم را نوشت و کارگردانی کرد که بازسازی فیلم سوئدی آدم درست را راه بده است. بازسازی در ۱ اکتبر ۲۰۱۰ توسط Overture Films منتشر شد.
در اکتبر ۲۰۱۱، ریوز برای کارگردانی فیلمی بر اساس مجموعه تلویزیونی کلاسیک نیمه هشیاری قرارداد امضا کرد، اما او پروژه را در سپتامبر ۲۰۱۲ ترک کرد. ریوز فیلم علمی تخیلی تحسین شده طلوع سیاره میمون‌ها‌ها را کارگردانی کرد که دنباله ای بر ظهور سیاره میمون‌ها بود و در سال ۲۰۱۴ اکران شد. او برای کارگردانی و نویسندگی سومین فیلم از این مجموعه با نام جنگ برای سیاره میمون‌ها بازگشت که در ۱۴ ژوئیه ۲۰۱۷ اکران شد و مورد تحسین منتقدان قرار گرفت. در سال ۲۰۱۴، ریوز قراردادی سه ساله با کمپانی فاکس قرن بیستم امضا کرد. در ژانویه ۲۰۱۸، ریوز قرارداد تولید خود را به نتفلیکس منتقل کرد.
ریوز قرار بود یک اقتباس سینمایی از موش گارد تولید کند و وس بال برای کارگردانی فیلم قرارداد امضا کرد. با این حال، این پروژه دو هفته قبل از شروع تولید در آوریل ۲۰۱۹، به دلیل خرید فاکس قرن بیستم توسط دیزنی، لغو شد. ریوز به عنوان تهیه‌کننده اجرایی سریال علمی تخیلی پاساژ از شبکهٔ فاکس که برای یک فصل پخش شد، خدمت کرد. او همچنین تهیه‌کننده اجرایی سریال درام علمی تخیلی فیلم Tales from the Loop از پرایم ویدئو است. این مجموعه که بر اساس آثار هنری Simon Stålenhag ساخته شده‌است، در آوریل ۲۰۲۰ با نقدهای مثبت نمایش داده شد.
در ژوئیه ۲۰۲۰، ریوز یک قرارداد کلی چند ساله انحصاری با برادران وارنر امضا کرد. تلویزیون وارنر برنامه‌های تلویزیونی جدید برای همه پلتفرم‌های تحت شرکت تولیدی خود، 6th & Idaho. را توسعه خواهد داد. ریوز به عنوان تهیه‌کننده اجرایی سریال درام علمی-تخیلی رفته (۲۰۲۰) با بازی هیلاری سوانک از شبکهٔ نتفلیکس خدمت کرد.

### بتمن
در فوریه ۲۰۱۷، ریوز برای کارگردانی و تولید یک فیلم بتمن، با عنوان بتمن، استخدام شد که قرار بود بخشی از دنیای توسعه‌یافته دی‌سی (DCEU) باشد. او این موقعیت را از بن افلک که در ابتدا قصد داشت به عنوان تهیه‌کننده و بازیگر باقی بماند گرفت و افلک به‌طور کامل از فیلم کناره‌گیری کرد. ریوز تصمیم گرفت که فیلم را مجدداً تغییر دهد تا آن را به‌طور کامل از دنیای توسعه‌یافته دی‌سی جدا کند و بر روی تجسم جوان‌تر شخصیت تمرکز کند و به او اجازه دهد فرصتی برای ایجاد یک داستان شخصی تر در راستای دیدگاه و درک خود از شخصیت ارائه دهد. ریوز فیلم‌نامه را با پیتر کریگ نوشت و تصویربرداری اصلی در ژانویه ۲۰۲۰ آغاز شد. بتمن با بازی رابرت پتینسون در نقش بروس وین / بتمن در ۲۳ فوریه ۲۰۲۲ در لندن و در ۴ مارس در ایالات متحده به نمایش درآمد. انتظار می‌رود این فیلم اولین قسمت از سه‌گانه جدید فیلم بتمن باشد و همچنین دنیای مشترک جدیدی را با محوریت بتمن ایجاد کند.

## زندگی شخصی
ریوز با ملیندا وانگ، انیماتور سابق ازدواج کرده‌است. آن‌ها با هم یک پسر دارند.

## فیلم‌شناسی

### فیلم
| سال  | عنوان                      | کارگردان | فیلم‌نامه‌نویس | تهیه‌کننده | توضیحات                      |
| ---- | -------------------------- | -------- | ------------ | --------- | ---------------------------- |
| ۱۹۹۴ | فیوچر شوک                  | آری      | آری          | نه        |                              |
| ۱۹۹۵ | تحت محاصره ۲: قلمرو تاریکی | نه       | آری          | نه        |                              |
| ۱۹۹۶ | نعش‌کش                      | آری      | آری          | نه        |                              |
| ۲۰۰۰ | محوطه                      | نه       | آری          | مشترک     |                              |
| ۲۰۰۸ | کلاورفیلد                  | آری      | نه           | نه        |                              |
| ۲۰۱۰ | بگذار وارد شوم             | آری      | آری          | نه        |                              |
| ۲۰۱۴ | طلوع سیاره میمون‌ها         | آری      | نه           | نه        |                              |
| ۲۰۱۷ | جنگ برای سیاره میمون‌ها     | آری      | آری          | نه        | نویسندگی مشترک با مارک بامبک |
| ۲۰۲۱ | مادر اندروید               | نه       | نه           | آری       |                              |
| ۲۰۲۲ | بتمن                       | آری      | آری          | آری       | نویسندگی مشترک با پیتر کریگ  |

تهیه‌کنندهٔ اجرایی
- شماره ۱۰ خیابان کلاورفیلد (۲۰۱۶)
- پارادوکس کلاورفیلد (۲۰۱۸)